# Tövises kapri
A tövises kapri, vagy egyszerűen kapri (Capparis spinosa) a keresztesvirágúak (Brassicales) rendjébe, ezen belül a kaprifélék (Capparaceae) családjába tartozó Capparis nemzetség legismertebb képviselője. Elő-Indiából és a Kaukázus területéről származó cserje; Görögországban már az ókorban is termesztették. A rómaiak terjesztették el a Földközi-tenger vidékén, ahol sziklás helyeken, omladozó várfalak réseibe kapaszkodik.

## Jellemzői
Lecsüngő ágrendszerű cserje, levelei átellenesek, kissé húsosak, fényesek, alakjuk kerek vagy ovális, alapjuknál két horgas tövissel. A virágok kétivarúak, édes illatúak, látványosak, négy csészelevéllel és négytagú, fehéres-rózsaszínes pártával. Az 5–7 cm széles virágban számos kékes színű porzószál nő, az egyetlen bibe pedig általában jóval túlnyúlik a porzószálakon.
A természetben a Capparis spinosa általában a közeli rokon C. sicula, C. orientalis és C. aegyptia fajokkal együtt fordul elő. Az egyes fajok előfordulási arányából meg lehet határozni a kereskedelemben kapható kapribogyó származási helyét.

## Kapribogyó
A kapribogyó a kapricserje ecetben, sóban, olajban tartósított, még ki nem nyílott, fonnyasztott bimbója.
A sötétzöld, borsó nagyságú virágbimbót (Capparis flos) begyűjtik, mielőtt felnyílna, majd sós ecettel és gyakran olívaolajjal tartósítják. A zöld, nem túlságosan puha, zárt bimbó kellemesen kesernyés és csípős, jellegzetesen fanyar fűszer.
Gyakran hamisítják más növények, leginkább a mocsári gólyahír bimbójával. Mexikóban a nyílmérget adó kreozotcserje (Larrea tridentata) ártalmatlan, ecetben elrakott bimbóival helyettesítik.

### Felhasználása
Húsételek, mártások, körözöttek, vadas ételek, hidegtálak, halételekhez, húskocsonyák és a szoljánka leves egyes változatainak ízesítésére használható fel.

### Hatása
Étvágygerjesztő és vérnyomáscsökkentő. Hatóanyaga, a sárga rutinglikozid egy természetes flavonoid, ami a C-vitaminnal karöltve erősíti az immunrendszert.
Ez a növény tartalmazza tömegarányosan a legtöbb kvercetint (234 mg/100 g ehető rész).